# MLP Team Bergstraße

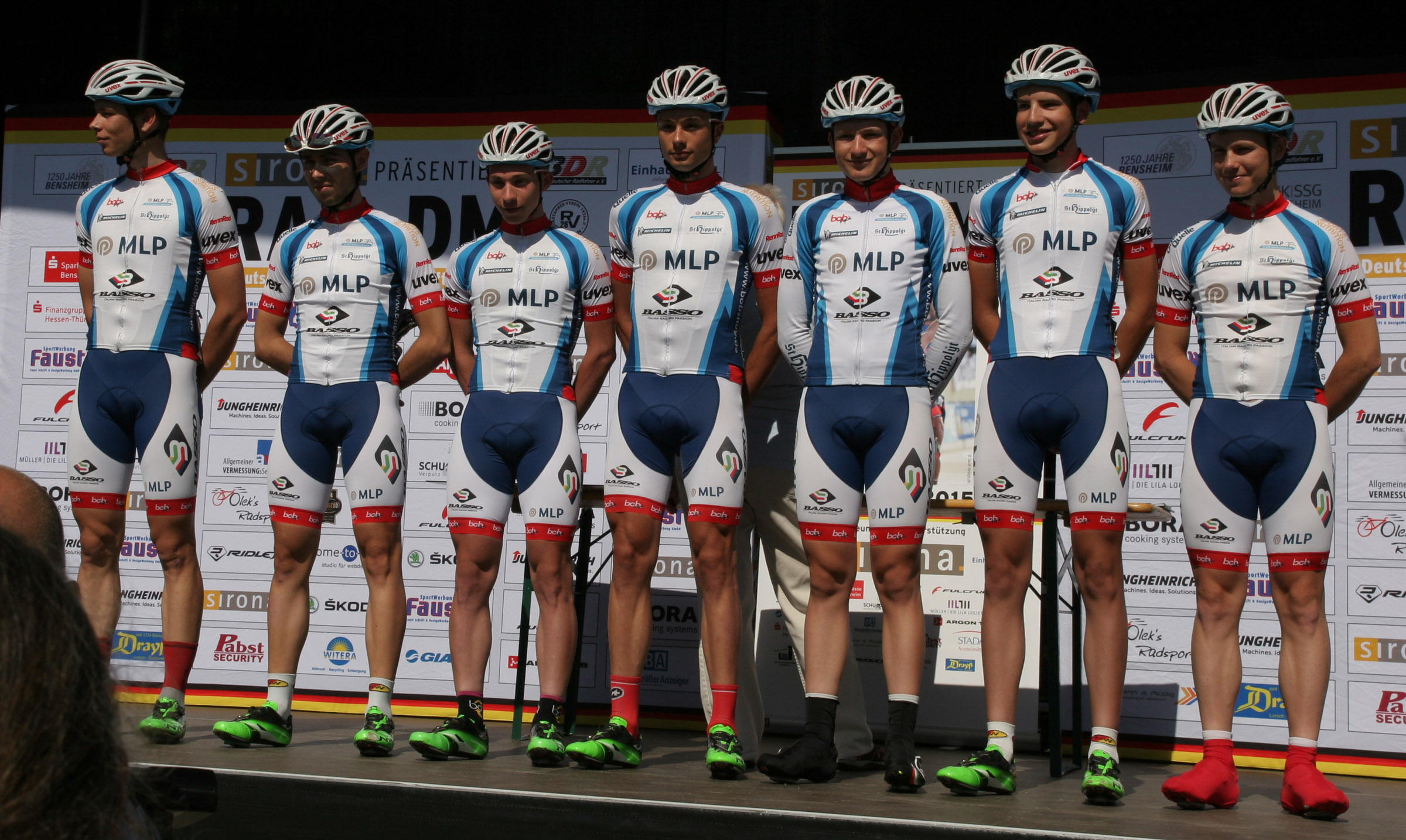
Das Team bei den Deutschen Straßenmeisterschaften 2015 in Bensheim

Das MLP Team Bergstraße war ein deutsches Radsportteam mit Sitz in Weinheim.
Die Mannschaft entstand aus der Fusion der U23-Radbundesligateams Bergstraße und Jenatec. Stützpunkte des Teams waren im Jahr 2013 Weinheim und Gera. Auf Initiative des Radsponsors Basso wurde die Mannschaft als UCI Continental Team registriert. Zum Betreuerstab stieß als weiterer Sportlicher Leiter der ehemalige Team-Gerolsteiner-Profi Sven Krauß.
Nach Ablauf der Saison 2013 trennte sich Jenatec wieder vom Team, und das verbleibende Team fusionierte mit dem MLP-Radteam von dem u. a. der Olympiasieger Andreas Walzer als Sportlicher Leiter zum Team stieß. Als weiterer Sportlicher Leiter wurde der ehemalige Team-Telekom-Profi Christian Henn verpflichtet.
Ende 2015 wurde das Team aufgelöst.

## Saison 2015

### Abgänge – Zugänge
| Zugänge              | Team 2014      | Abgänge                         | Team 2015                     |
| -------------------- | -------------- | ------------------------------- | ----------------------------- |
| Oliver Mattheis      | Team Heizomat  | Sebastian Baldauf               | Hrinkow Advarics Cycleangteam |
| Jonas Barnick        | Neoprofi       | Felix Drumm                     | Team Kuota-Lotto              |
| Moritz Fußnegger     | Neoprofi       | Christopher Hatz                | Team Kuota-Lotto              |
| John Mandrysch       | Neoprofi       | Fabian Bruno                    | Unbekannt                     |
| Max Wörner           | Neoprofi       | Lukas Huber                     | Unbekannt                     |
| Marc-Andre Tzschupke | Team Stuttgart | Aaron Krauss                    | Unbekannt                     |
|                      |                | Fabio Nappa                     | Unbekannt                     |
|                      |                | Tim Schlichenmaier              | Unbekannt                     |
|                      |                | Timur Selvi                     | Unbekannt                     |
|                      |                | Oliver Mattheis (bis 10. April) | Unbekannt                     |

### Mannschaft
| Name                 | Geburtsdatum       | Nationalität | Team 2016                     |
| -------------------- | ------------------ | ------------ | ----------------------------- |
| Kasper Asgreen       | 8. Februar 1995    | Dänemark     | Team TreFor                   |
| Jonas Barnick        | 22. September 1996 | Deutschland  |                               |
| Erik Bothe           | 5. November 1992   | Deutschland  |                               |
| Mike Egger           | 26. Februar 1993   | Deutschland  |                               |
| Moritz Fußnegger     | 5. November 1992   | Deutschland  | Christina Jewelry Pro Cycling |
| John Mandrysch       | 18. Oktober 1996   | Deutschland  | Christina Jewelry Pro Cycling |
| Oliver Mattheis      | 24. April 1994     | Deutschland  |                               |
| Eric Süßemilch       | 30. Januar 1995    | Deutschland  |                               |
| Marc-Andre Tzschupke | 23. Februar 1994   | Deutschland  |                               |
| Max Wörner           | 22. September 1996 | Deutschland  | Christina Jewelry Pro Cycling |

## Platzierungen in UCI-Ranglisten
UCI Europe Tour
| Saison | Mannschaftswertung | Fahrerwertung             |
| ------ | ------------------ | ------------------------- |
| 2013   | 117.               | Tim Schlichenmaier (968.) |
| 2014   | 124.               | Erik Bothe (932.)         |
| 2015   | -                  | -                         |